# Reeder. (Software)
Reeder. ist ein Feedreader für macOS, iOS und iPadOS. Er wurde vom Schweizer Silvio Rizzi entwickelt.
Der Reeder hat ein minimalistisches, nüchternes Design und eine auf den Lesefluss optimierte Bedienung.
Am 2. September 2024 kündigte der Entwickler an, dass der Vorgänger der Software unter Reeder Classic weiterentwickelt wird. Reeder. wurde am 5. September 2024 veröffentlicht. Die Software existiert parallel zu Reeder Classic, baut auf dessen Prinzipien auf und interpretiert diese teilweise neu.

## Funktionen
Reeder unterstützt neben klassischen RSS-Feeds auch weitere Inhaltsformate wie Videos, Podcasts und Social-Media-Beiträge in einer einheitlichen Timeline.
Zu den Hauptfunktionen gehören:
- Timeline-Synchronisation über iCloud
- Erstellung und Teilen öffentlicher Feeds durch Tags
- Filterfunktionen für personalisierte Timelines
- Speichern von Links über das Share-Sheet
- iCloud-Synchronisation von RSS-Feeds, Timeline-Position und markierten Elementen

## Datenschutz
Die Software sammelt keine persönlichen Daten oder Nutzungsdaten. Die Synchronisation erfolgt ausschließlich über iCloud, wobei die Daten im iCloud-Konto des Nutzers gespeichert werden. Öffentlich geteilte Feeds werden auf reederapp.net gehostet und sind, ihrer Funktion entsprechend, öffentlich zugänglich.